# Чесни, Фрэнсис Родон
Фрэнсис Родон Чесни (1789 — 1872) — английский генерал и известный путешественник. Дядя сэра Джорджа Томпкинса Чесни, автора повести "Битва при Доркинге"

## Биография
В 1829 совершил путешествие по Турции, Египту и Сирии. На основании собранных материалов, касавшихся русско-турецкой войны 1828—29 гг., написал сочинение: «Narrative of the Russo-Turkish campaigns of 1828—29», которое опубликовал, впрочем, только в 1854 г. Осмотрев Суэцкий перешеек, пришёл к убеждению о возможности прорыть через него канал. Впоследствии его планом воспользовался Фердинанд де Лессепс, который сам называл Чесни «отцом Суэцкого канала». 
В 1831, с целью установить более удобные сношения с Индией через Сирию и Евфрат, совершил по Евфрату плавание до самого Персидского залива, исследуя по пути дно и берега реки. Когда он вернулся в Англию, ему удалось заинтересовать в своём проекте правительство, и снаряжённая под его начальством экспедиция в 1836 на пароходе спустилась от верховьев Евфрата до его устьев. 
В 1840-х годах служил в Гонконге и принимал участие в военных действиях против китайцев. В 50-х годах снова ездил в Сирию во главе экспедиции, производившей исследование долины Евфрата для предполагавшейся железной дороги, которая бы облегчила для Англии сношения с Индией. 

## Работы
- The expedition for the survey of the rivers Euphrates and Tigris, carried on by order of the British Government, in the years 1835, 1836, and 1837. 2 Bände[2]. Longman, Brown, Green, and Longmans, London 1850, (Digitalisate: Bd. 1, Bd. 2).
- Observations on the past and present state of fire-Arms, and on the probable effects in war of the new musket. Longman, Brown, Green, and Longmans, London 1852, (Digitalisat).
- The Russo-Turkish campaigns of 1828 and 1829. Smith, Elder & Co., London 1854, (Digitalisat).
- Narrative of the Euphrates expedition carried by order of the British government. During the years 1835, 1836, and 1837. Longmans, Green, and Co., London 1868, (Digitalisat).